# Cazadores de cabezas (historia de España)
Cazador de cabezas es una expresión historiográfica, aplicada por el profesor Juan Torres Fontes, para designar a los jóvenes cristianos de la  frontera  con el Reino de Granada que entre los siglos XIV y XV formaban partidas para perseguir y dar caza a los moros y cristianos renegados ("elches") que se internaban en tierras cristianas (razzias), presentando su cabeza u orejas a  los concejos a cambio de una recompensa. En la época se utilizaban términos como "adalid", "ballesteros del monte" o "fieles de rastro"; mientras que para sus incursiones en territorio enemigo se utilizaba la expresión "talegadas en campo de moros". El más conocido fue Martín Precioso. Llegaron a ser sujetos de exención fiscal.

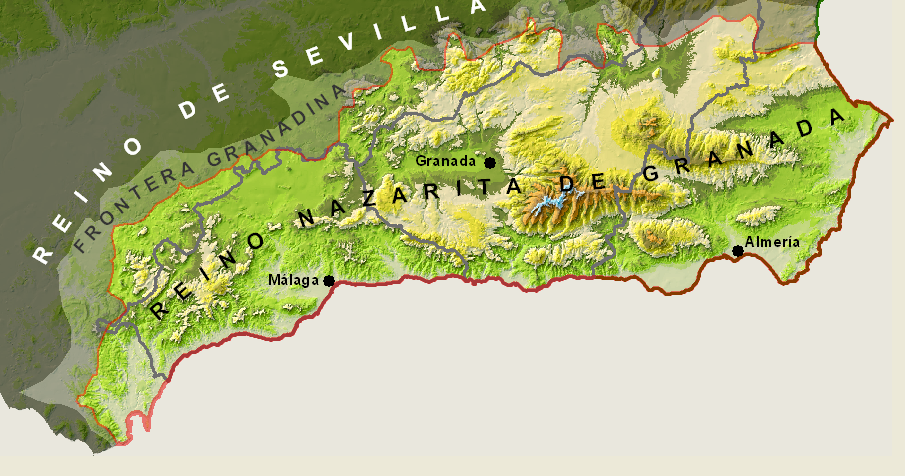
Límites del reino nazarita de Granada.

... por cuanto en aquella tierra ay omnes que sepan seguir los rastros de los de tierra de moros que entran a fazer mal e daño a los nuestros regnos salvo los vallesteros de monte...tenemos por bien e es nuestra merced que ayan en aquella cibdat seys vallesteros de monte para seguir los dichos rastros e que sean quitos de monedas para siempre.
Juan I de Castilla a petición del Concejo de Murcia, 24 de enero de 1385.

## Origen
El origen de estos grupos se encuentra en la inestable frontera de Granada de la etapa final de la Reconquista, cuando los ataques por parte de asaltantes moros y renegados cristianos que se internan en territorio cristiano para obtener botín, esclavos y rehenes por los que luego pedir un rescate son frecuentes y causa de inseguridad en la zona. Especialmente peligrosos eran los almogávares y adalides que en busca de mayores ganancias se convertían al islam y pasaban a servir al otro lado de la frontera, debido a su conocimiento del terreno. Por esta razón,  los concejos a menudo les ofrecían perdones y contraofertas para conseguir que volviesen a su antiguo bando, no siempre con éxito.
Para poner fin a estas acciones se intentaron adoptar varias medidas que no funcionaron, hasta que surgieron grupos de personas que por su cuenta se dedicaban a acabar con los renegados y asaltadores granadinos, y a presentar sus cabezas o las orejas al concejo, el cual les pagaba una recompensa. El éxito de estos cazadores de cabezas impulsó a los concejos a conceder cada vez recompensas más altas, dando lugar a la creación de una nueva ocupación de cazarrecompensas especialmente popular entre los jóvenes que no podían aspirar a la nobleza militar ni a otra ocupación similar, quienes forman sus propias bandas y por su cuenta y riesgo vigilaban los lugares estratégicos de paso dentro del territorio castellano para atrapar y acabar con los asaltantes.

## Lugares de actuación
El Reino de Murcia fue el lugar con más y mejor organizados grupos de cazadores de cabezas, si bien hubo otros grupos en la frontera Oeste, la de Granada con el Reino de Sevilla, donde actuaron en Jerez de la Frontera, Medina Sidonia y Sanlúcar de Barrameda.

## Participación en batallas
Los cazadores de cabezas no siempre actuaban en grupos autónomos, si tenían ocasión o si eran contratados por una localidad a cambio de un buen sueldo no dudaban en luchar en grandes contingentes. Cuando en 1434 un grupo de 300 jinetes y 500 infantes granadinos atacan Calasparra, saqueando la villa y secuestrando a muchos vecinos, el alcaide de Lorca reúne a un número similar de adalides, cazadores de cabezas y milicianos, saliendo en persecución del contingente granadino.
Las dos fuerzas se encontraron en el puerto de montaña que separaba los dos reinos, lugar conocido como el Puerto del Conejo que tras la victoria de las fuerzas murcianas  pasó a llamarse Cañada de la Cruz en homenaje a la enseña cristiana que portaban los combatientes. Todos los prisioneros fueron liberados y además de capturar a cincuenta enemigos para vender o intercambiar por cautivos cristianos, se fundó la villa que lleva ese nombre.
Al iniciarse la Guerra de Granada, los cazadores de cabezas acuden en masa a la llamada a filas, y una vez conquistada Granada aunque no desaparece el peligro fronterizo sí se reduce drásticamente el número de bandas moriscas, por lo que cientos de cortadores de cabezas se quedan sin ocupación y se enrolan en otros frentes: en 1495 parten hacia Nápoles 500 "de los más escogidos del Reino", poniéndose a las órdenes del Gran Capitán y en 1503 se tiene constancia de 300 peones y 200 ballesteros en la campaña del Rosellón contra los franceses. Otros se enrolan en expediciones de castigo al norte de África o como piratas, como atestigua una carta enviada desde Murcia al Rey Católico.

## Recompensas y castigos
Las recompensas variaban según la peligrosidad de los asaltantes en cuestión. A veces eran capturados vivos y algunas localidades querían dar ejemplo ejecutando al enemigo públicamente en vez de limitarse a clavar su cabeza en una estaca a la entrada de la villa. Los renegados cristianos solían recibir peores castigos, como ser quemados vivos en lugar de ser ahorcados o despeñados, al considerarse traidores.